# 西豊町
西豊町（にしゆたかまち）は、愛知県豊川市の町名である。現行行政地名は西豊町一丁目から西豊町三丁目。

## 地理
豊川市の中心部の北東に位置する。主に住宅地を形成している。3つの丁目からなる。

## 歴史

### 沿革
- 1977年（昭和52年）9月1日 - 豊川町（宇通・与通）の一部より、西豊町一丁目が成立[1]。
- 1987年（昭和62年）10月10日 - 豊川町（宇通・与通・武通・和通・加通・太通・礼通）の一部より、西豊町二〜三丁目が成立[1]。

## 世帯数と人口
2019年（平成31年）3月31日現在の世帯数と人口は以下の通りである。
| 町丁   | 世帯数  | 人口    |
| ------ | ------- | ------- |
| 西豊町 | 600世帯 | 1,369人 |

### 人口の変遷
国勢調査による人口の推移
| 1995年（平成7年）  | 1,226人 | [ 6 ]  |  |
| 2000年（平成12年） | 1,380人 | [ 7 ]  |  |
| 2005年（平成17年） | 1,409人 | [ 8 ]  |  |
| 2010年（平成22年） | 1,385人 | [ 9 ]  |  |
| 2015年（平成27年） | 1,304人 | [ 10 ] |  |

## 学区
市立小・中学校に通う場合、学区は以下の通りとなる。また、公立高等学校に通う場合の学区は以下の通りとなる。
| 丁目         | 番・番地等 | 小学校           | 中学校             | 高等学校 |
| ------------ | ---------- | ---------------- | ------------------ | -------- |
| 西豊町一丁目 | 全域       | 豊川市立豊小学校 | 豊川市立東部中学校 | 三河学区 |
| 西豊町二丁目 | 全域       | 豊川市立豊小学校 | 豊川市立東部中学校 | 三河学区 |
| 西豊町三丁目 | 全域       | 豊川市立豊小学校 | 豊川市立東部中学校 | 三河学区 |

## 施設
- 豊川公民館
- 豊川会館
- 豊川市立東部中学校
- 学校法人終南学園光明寺幼稚園
- サフレッシュマートマルイチ豊川店
- ライオンズマンション豊川西豊町
- 光明寺
- 西豊公園

## 交通

### 道路
- 愛知県道495号宿谷川線

### 鉄道
- 東海旅客鉄道（JR東海）飯田線
  - 通過するのみである。
  - 日本車輌製造引込線

## その他

### 日本郵便
- 郵便番号 : 442-0024[4]（集配局：豊川郵便局[13]）。

## 参考資料
- 「角川日本地名大辞典」編纂委員会 編『角川日本地名大辞典 23 愛知県』角川書店、1989年3月8日。ISBN 4-04-001230-5。
- 有限会社平凡社地方資料センター 編『日本歴史地名体系第23巻 愛知県の地名』平凡社、1981年。ISBN 4-582-49023-9。
- 新編豊川市史編集委員会 編『新編豊川市史 第八巻 資料編 現代』2002年。